# Linwood (Nueva Jersey)
Linwood es una ciudad ubicada en el condado de Atlantic en el estado estadounidense de Nueva Jersey. En el año 2010 tenía una población de 7.092 habitantes y una densidad poblacional de 716.4 personas por km².

## Geografía
Linwood se encuentra ubicado en las coordenadas 39°20′32″N 74°34′12″O / 39.34222, -74.57000.

## Demografía
Según la Oficina del Censo en 2000 los ingresos medios por hogar en la localidad eran de $60,000 y los ingresos medios por familia eran $71,415. Los hombres tenían unos ingresos medios de $51,614 frente a los $31,627 para las mujeres. La renta per cápita para la localidad era de $32,159. Alrededor del 3.9% de la población estaba por debajo del umbral de pobreza.